# Яссір Ат-Таїфі
Яссір Ат-Таїфі (араб. ياسر الطائفي, нар. 10 травня 1971) — саудівський футболіст, що грав на позиції захисника за клуб «Аль-Ріяд», а також національну збірну Саудівської Аравії, у складі якої був учасником чемпіонату світу 1994 року.

## Клубна кар'єра
На клубному рівні грав за столичний «Аль-Ріяд».

## Виступи за збірну
1994 року дебютував в офіційних матчах у складі національної збірної Саудівської Аравії. Протягом того року провів у формі національної команди 6 матчів. Того ж року був учасником чемпіонату світу 1994 року у США, де саудівці неочікувано для багатьох подолали груповий етап і пройшли до плей-оф, але сам Ат-Таїфі в іграх мундіалю на поле не виходив. В подальшому до лав збірної не залучався.